# Som Nosso de Cada Dia
Som Nosso de Cada Dia é um grupo musical brasileiro de rock progressivo - apesar de ter algumas músicas compostas nos gêneros funk e soul - formado em 1971 na cidade de São Paulo. É conhecida por ter lançado dois álbuns de estúdio nos anos 1970 com êxito em círculos específicos, Snegs - de 1974 - e Som Nosso - de 1977. Após o seu término em 1978, a banda retornou aos palcos em diversas oportunidades, tendo sua última volta ocorrido em 2017 e durado até os dias de hoje.

## História

### Formação e primeiro término
Formado originalmente por Manito (teclados, saxofone e flauta), Pedro Baldanza, o "Pedrão" (guitarra e baixo) e Pedrinho Batera (bateria e vocais) na cidade de São Paulo em 1971. Era uma banda diferente das outras que existiam por não contarem com um guitarrista solando, mas apenas um baixista que tocava guitarra eventualmente em algum trecho de alguma música. O grupo era centrado na figura de Manito que já havia feito sucesso com o grupo de rock da Jovem Guarda Os Incríveis. As coisas começaram lentamente até a banda passar a participar de festivais. Em uma dessas apresentações, foram vistos por olheiros da gravadora GEL que recomendaram a contratação da banda para o lançamento de um álbum de estúdio. Com a contratação, no ano de 1973, enfrentaram problemas com a gravadora, principalmente tempo escasso de estúdio para realizar as gravações e problemas com os equipamentos do estúdio. Assim, acabaram tendo que realizar as gravações e mixagem de seu álbum de estreia em apenas uma semana em um estúdio que estava com problemas na mesa-de-som.
Após a gravação, passaram a enfrentar outro problema: a gravadora não se animou com o material e colocou o disco na geladeira, adiando o seu lançamento indefinidamente. O grupo continuou fazendo shows e isto rendeu um convite para abrirem os shows que o cantor estadunidense Alice Cooper faria no Rio de Janeiro e em São Paulo. Foram cinco shows em julho que levaram a uma exposição gigante da banda que agradou o público: o maior show no Anhembi, em São Paulo, teve público de mais de 130 mil pessoas (estimativas chegaram até a falar em 158 mil pessoas). Com a boa repercussão - especialmente dos teclados de Manito na canção "Massavilha", a gravadora resolve lançar o disco e, assim, após quase um ano da sua gravação, Snegs é lançado em 1974. Com o lançamento do disco, o grupo passa a se apresentar como atração principal em diversos festivais, como o primeiro Festival de Águas Claras e o festival Rock da Garoa, ambos em 1975.
Nesta época, gravam um segundo disco contendo uma suíte intitulada "Amazônia", que passam a tocar em apresentações ao vivo. O disco acabaria não sendo lançado pela gravadora e, em novembro de 1975, Manito anuncia sua saída da banda.[carece de fontes?] Os membros remanescentes decidem continuar e a banda passa por diversas formações nos anos seguintes. Em 1976, assinam contrato com a gravadora Discos CBS e lançam, no ano seguinte, Som Nosso, contando com: Dino Vicente, Paulinho Esteves e Tuca Camargo (teclados); Egídio Conde (guitarra); Rangel e Marçalzinho (percussão); e Marcinha e Tony Osanah (vocais). Neste disco, a banda também gravou temas influenciados pela música negra e pelo funk de James Brown, com dois lados bem delimitados: um com música dançante; e outro com música progressiva. Após passar por dificuldades para se manter fazendo shows, o grupo acaba em 1978.

### Retorno da banda nos anos subsequentes
Em junho de 1993, o grupo volta com a formação original para gravar uma faixa bônus - "O Guarani" - para o relançamento em CD de Snegs, em comemoração aos seus 20 anos de lançamento. Esta volta rende, ainda, duas apresentações em outubro de 1994 - acompanhados por Jean Trad, na guitarra, e Homero Lotito, nos teclados - que resultariam na gravação de um álbum ao vivo, Live '94, lançado pelo selo Progressive Rock Worlwide no mesmo ano. No ano seguinte, morre Pedrinho Batera, levando a banda a novo hiato.
Em 2004, foi lançado mais um registro fonográfico de apresentações da banda. Desta vez, os membros remanescentes escolheram faixas de diversas fitas cassete existentes com apresentações do grupo entre os anos de 1975 e 1976 e lançaram A Procura da Essência – Ao Vivo 1975-1976, pela gravadora Editio Princeps. O disco conta com os músicos Pedrão Baldanza (baixo), Pedrinho Batera (bateria), Egidio Conde (guitarra), Dino Vicente e Tuca Camargo (teclados) e Rangel (percussão).[carece de fontes?]
Em 24 de abril de 2008, o Som Nosso retornou mais uma vez para apresentações na Virada Cultural Paulista. O show ocorreu em um Teatro Municipal lotado e a banda tocou o primeiro álbum na íntegra. Além de Manito e Pedro Baldanza, participaram como músicos de apoio: Thiago Furlan e Jorge Canti (vocais), Marcelo Schevano (guitarra e flauta), Fernando Cardoso (teclados) e Edson Guilardi (bateria). O sucesso da apresentação levou a banda a realizar novas apresentações, como no festival Psicodália de 2009 e na mesma Virada Cultural Paulista de 2009, desta vez na Praça da República para uma plateia estimada em 35 mil pessoas.[carece de fontes?] Entretanto, O novo regresso é forçado a uma nova pausa em 2010, quando Manito passa a ter problemas de saúde devido a um câncer de laringe, o que o levaria à morte no ano seguinte.
Em 2011, novo registro ao vivo é lançado pela banda, Ao Vivo no Aquarius, pelo selo Museu do Disco. Dessa vez, uma performance realizada em 1976 no Teatro Aquarius (atualmente, Teatro Zaccaro) com os músicos Pedrão Baldanza (baixo e vocais) Egídio Conde (guitarra), Dino Vicente (teclados), Pedrinho Batera (bateria e vocais) e Rangel (percussão e vocais).[carece de fontes?]
Em 2012, a Rede Globo usou a canção funk "Pra Swingar", faixa de abertura do segundo álbum da banda, na abertura da minissérie Suburbia.
A partir de 2017, com novo relançamento do Snegs em CD, a banda retorna e passa a tocar em festivais e shows pelo país.

## Discografia
Discografia dada pelo IMMUB e pelo Discogs.[carece de fontes?]

### Álbuns de estúdio
- 1974 - Snegs (Continental)
- 1977 - Som Nosso (também conhecido como Sábado / Domingo) (Discos CBS)
- 2019 - Mais um dia

### Álbuns ao vivo
- 1994 - Live '94 (Progressive Rock Worlwide)
- 2004 - A Procura da Essência – Ao Vivo 1975-1976 (Editio Princeps)
- 2011 - Ao Vivo no Aquarius (Museu do Disco)

### Singles
- 1978 - Black Rio / Identificação (Discos CBS)